# Tío Bad
Josué Bernardo Marcial Santos, más conocido como Tío Bad (Sayula de Alemán, Veracruz, 1995-16 de diciembre de 2019), fue un rapero y jaranero popoluca, reconocido por su forma de fusionar el son jarocho con el rap.

## Biografía
Josué Marcial Santos fue el hijo de Gersón Marcial Salvador hablante de lengua popoluca, de la región de Sayula ubicada en la zona olmeca en el sur de Veracruz.
De acuerdo con el investigador José Carlos López (CIESAS), Gersón Marcial apoyó a su hijo porque al ser trabajador agrícola en Estados Unidos, se dio cuenta de la "riqueza de su cultura" e identificó "que su lengua, comida, barrios y costumbres eran únicos y diferentes a las de cualquier gente de México".
En el año de 2005, "cuatro jóvenes de la Secundaria Técnica Agropecuaria Núm. 60, crearían el grupo de hip hop Sector 145", el cual estuvo conformado por Josué Marcial, Gummer Antonio, Iván Rodríguez y Fernando López.
Josué Marcial combinó su trabajo en el molino de nixtamal y viajes a Jaltipán, Cosoleacaque, al Soconusco, Acayucan y otras ciudades, para organizar fandangos, cursos de jarana y zapateado, y talleres de lengua popoluca.

## Colectivo Altepee
Josué Marcial fue miembro fundador y activo participante del colectivo Altepee. Con su equipo organizó diferentes estrategia y talleres para enseñar la lengua, mostrar a niños y adolescentes a sembrar semillas (con la ayuda de los adultos mayores popolucas) y a dar talleres de son jarocho.
Este Colectivo es parte de un proyecto común llamado Proceso de articulación de la Sierra de Santa Marta, del cual son también parte la "Red de Mujeres de la Tierra Unidas por un Futuro y un Mundo Mejor A.C.", la "Resistencia Civil contra las Altas Tarifas de Luz", así como la "Red de radios comunitarias de la sierra de Santa Marta “Bety Cariño” A.C", la "Tsooka-teyoo de la Sierra A.C.", y "La Asamblea de los Pueblos Indígenas del Istmo de Tehuantepec en defensa de la tierra y el territorio".

## Muerte
El lunes 16 de diciembre de 2019, sobre la carretera federal 145 en el tramo Sayula-Ciudad Alemán (Veracruz), fueron encontrados los restos de Josué Marcial dentro de un automóvil Chevrolet Aveo con reporte de robo. Integrantes de la red nacional de "Cultura Viva Comunitaria" en México convocaron a participar en una concentración el viernes 20 de diciembre en el Monumento a la Revolución para exigir justicia. También la comunidad cultural firmó una carta colectiva para exigir el esclarecimiento de los hechos.